# Laminated Object Manufacturing
Laminated Object Manufacturing (LOM) ist ein Fertigungsverfahren aus dem Bereich des Rapid Prototyping, mit dem ein Werkstück schichtweise aus Papier aufgebaut wird.

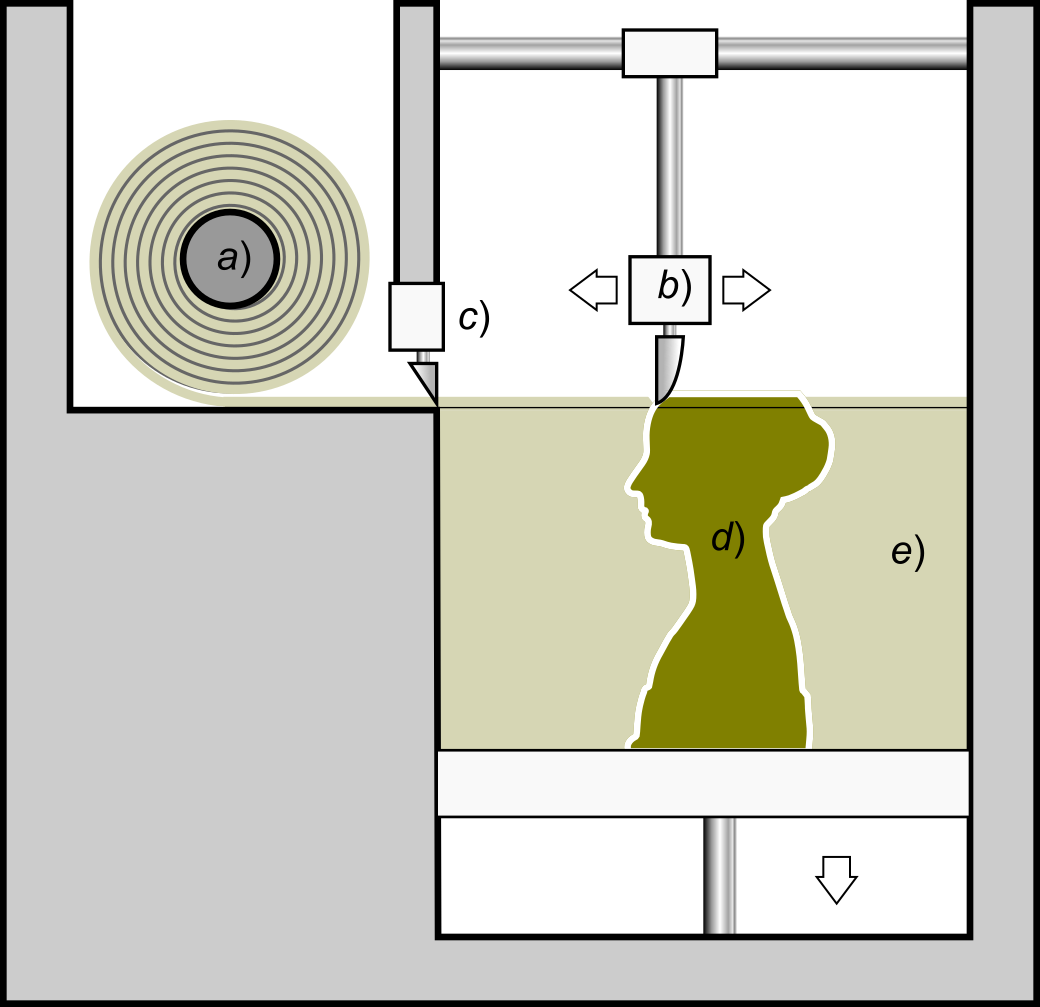
Prinzipskizze: Von einer Rolle (a) wird Lage für Lage neue Folie ausgelegt und abgeschnitten (c). Dort, wo das Objekt entstehen soll, wird mit einem beweglichen Kopf (b) laminiert. Die Plattform mit dem zu erzeugenden Objekt (d) fährt langsam nach unten, nicht laminierte Folie (e) bleibt zur Unterstützung des Bauteils auf der Plattform liegen und wird in einem Nachbearbeitungsschritt entfernt.

## Prinzip
Die Form wird aus Papierschichten (experimentiert wird auch mit Folien aus Keramik, Kunststoff oder Aluminium) aufgebaut. Jede neue Schicht wird auf die vorhandene Schicht laminiert und dann die Kontur geschnitten (mittels Messer, Heißdraht oder Laser). Danach wird die nächste Schicht aufgebracht usw.
In jede aufgebrachte Folie, wird mit dem Laser um das eigentliche Bauteil herum ein Raster geschnitten, das dazu gedacht ist, das nicht benötigte Material einfacher zu entfernen. Es entstehen somit einzelne Blöcke mit einer quadratischen Grundform, die vom Bauteil gelöst werden können.

## Merkmale
- Vorhandene 3D-CAD Daten werden in das STL-Format konvertiert. Diese Daten werden um notwendige Schnittlinien ergänzt, um ein Auspacken des Werkstücks nach der Fertigung zu ermöglichen.
- erreichbare Aufbauzeiten etwa 2–4 mm/Stunde (abhängig von der Komplexität der Geometrie).
- Die Toleranzen erreichen bei Papier DIN 2768 mittel.
- Schichtdicken bei Papier 80 bis 150 µm.
- Wandstärken ab 2 mm, nach oben unbegrenzt.

Kosten für Anlage mit DIN A4-Fertigungsformat etwa 65000 Euro (Stand 2004)

## Anwendung
Typische Produkte sind Anschauungsmodelle, Gussmodelle u. ä. Insgesamt kommt LOM eher bei der Herstellung von Prototypen zur Anwendung als in der Endfertigung.